# Manga Time Kirara Carat
Manga Time Kirara Carat (まんがタイムきららキャラット Manga Taimu Kirara Kyaratto?) es una revista japonesa de manga seinen publicada por Hōbunsha y que consiste principalmente en tiras cómicas de cuatro paneles. El primer número fue lanzado el 18 de enero de 2003.

## Mangas serializados
| - A Channel (en curso) - Anima Yell! (en curso) - Blend S (en curso) - Dōjin Work - Exorcist to Kubiwa no Akuma (エクソシストと首輪の悪魔?) - Fujoko to Yuriko (ふじょ子とユリ子?) - GA Geijutsuka Art Design Class (GA 芸術科アートデザインクラス?) - H・R - Hanafuri Yado no Yadokari Otome (花降り宿のやどかり乙女?) - Harumaki! - Harumination (はるみねーしょん?) - Hidamari Sketch (ひだまりスケッチ?) (en curso) - Himekurasu - Ichiroo! - K-On! - Kagura Mai Mai! (en curso) - Kamisama no Iutoori! - Kill Me Baby (キルミーベイベー?) (en curso) - Koisuru Asteroid (恋する小惑星?) (en curso) | - Kotonaru Jigen no Kanrinin-san (異なる次元の管理人さん?) (en curso) - Kuu Kuu Boku Boku - Machikado Mazoku (まちカドまぞく?) (en curso) - Mayuka no Darling! - Nekojima Nyandafull (ネコじまにゃんだフル?) - New Game! (ニューゲーム?) (en curso) - Niko ga Santa (ニコがサンタ?) - Ochikobore Fruit Tart (おちこぼれフルーツタルト?) (en curso) - OK Fantasista! - Okonomide! (おこのみで!?) - Pura Misurando - Seigi no Hanamichi (正義ノ花道?) (en curso) - Senpai ga Oyobi desu! (先パイがお呼びです!?) (en curso) - S.S. Astro (en curso) - Swap⇔Swap - The Airs - Puella Magi Kazumi Magica - Tamago Nama |

## Adaptados al anime
- Hidamari Sketch – invierno 2007
- Dōjin Work – verano 2007
- Hidamari Sketch × 365 – verano 2008
- K-On! – primavera 2009
- GA Geijutsuka Art Design Class – verano 2009
- Hidamari Sketch × Hoshimittsu – invierno 2010
- K-On!! – primavera 2010
- A Channel – primavera 2011
- Kill Me Baby – invierno 2012
- Hidamari Sketch × Honeycomb – otoño 2012
- New Game! – verano 2016
- New Game!! – verano 2017
- Blend S – otoño 2017
- Anima Yell! – otoño 2018
- Machikado Mazoku – verano 2019
- Koisuru Asteroid – invierno 2020
- Ochikobore Fruit Tart – otoño 2020